# Âm hộ
Âm hộ (Tiếng Anh: vulva) là một thuật ngữ dùng để chỉ toàn bộ các cấu trúc bên ngoài của cơ quan sinh dục nữ, Âm hộ bao gồm mu, môi lớn, môi bé, âm vật, củ tiền đình, tiền đình âm hộ, lỗ niệu đạo, cửa âm đạo, màng trinh, tuyến tiền đình lớn, tuyến tiền liệt nữ. Âm hộ cũng bao gồm khe háng, tuyến bã nhờn, tam giác niệu sinh dục (phần trên của tầng sinh môn), lông mu. Lỗ niệu đạo cũng như phần phía ngoài của âm đạo (cửa âm đạo, màng trinh) cũng là một phần trong thuật ngữ này và được bảo vệ bởi các nếp gấp được gọi là môi âm hộ. Các cấu trúc âm hộ được hỗ trợ bởi các cơ sàn chậu và các cơ khác của tam giác niệu sinh dục.
Nguồn cung cấp máu cho âm hộ đến từ ba động mạch thẹn (động mạch pudendal). Ngược lại, các tĩnh mạch thẹn trong sẽ dẫn máu trở ra. Các mạch bạch huyết hướng tâm mang bạch huyết từ âm hộ đến các hạch bạch huyết bẹn. Các nguồn cung cấp thần kinh cho âm hộ gồm có dây thần kinh thẹn (thần kinh pudendal), dây thần kinh đáy chậu, dây thần kinh chậu-bẹn và các nhánh của chúng. Máu và thần kinh cung cấp cho âm hộ góp phần vào các giai đoạn hưng phấn tình dục, rất hữu ích trong quá trình sinh sản.
Âm hộ phát triển dần theo thời gian, những thay đổi bắt đầu từ khi sinh ra bao gồm thời thơ ấu, dậy thì, mãn kinh và sau mãn kinh. Có rất nhiều thay đổi về hình dáng bên ngoài của âm hộ, đặc biệt là thay đổi liên quan đến môi âm hộ. Âm hộ có thể bị ảnh hưởng bởi nhiều rối loạn và thường dẫn đến bị kích ứng. Các biện pháp chăm sóc sức khỏe âm hộ có thể ngăn ngừa những điều này. Các rối loạn khác bao gồm một số bệnh nhiễm trùng và ung thư. Có một số biện pháp như phẫu thuật phục hồi âm hộ được gọi là chỉnh hình bộ phận sinh dục, một số cách trong đó được sử dụng và được biết đến là phẫu thuật thẩm mỹ.
Các nền văn hóa khác nhau trên thế giới có quan điểm khác nhau về âm hộ. Một số tôn giáo và xã hội cổ đại đã tôn thờ âm hộ và tôn sùng người phụ nữ như thần linh. Các truyền thống chính của Ấn Độ giáo vẫn tiếp tục duy trì sự sùng bái này. Trong xã hội phương Tây, hình ảnh âm hộ phải chịu một thái độ tiêu cực rộng rãi được định hình bởi thuật ngữ y học pudenda membra, có nghĩa là phần đáng xấu hổ. Phản ứng đối với điều này lĩnh vực nghệ thuật đã có nhiều nỗ lực khác nhau nhằm mang lại cái nhìn tự nhiên và tích cực hơn, chẳng hạn như tác phẩm của các nghệ sĩ Anh, Mỹ và Nhật Bản. Trong khi âm đạo là một bộ phận riêng biệt của giải phẫu, nhưng nó thường được nhầm lẫn với âm hộ, thậm chí là dùng âm hộ để chỉ âm đạo và ngược lại.

## Các cấu trúc

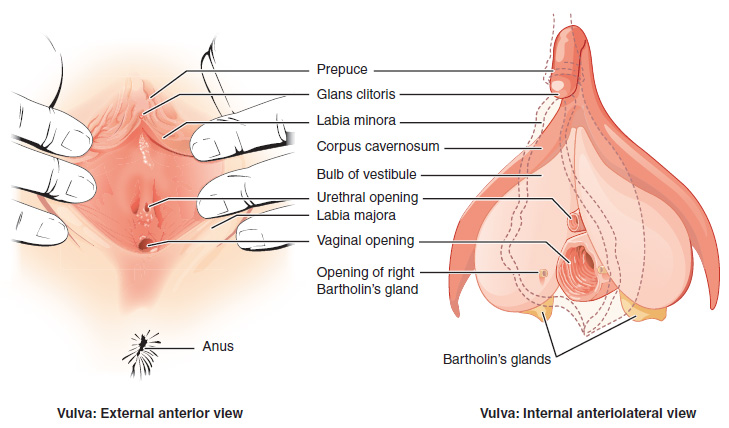
Hình ảnh âm hộ được ghi chú, cho thấy hình ảnh bên ngoài và bên trong

Âm hộ bao gồm các cấu trúc (hoặc phần ngoài của các cấu trúc riêng biệt khác): mu, môi lớn, môi bé, quy đầu âm vật và mũ trùm âm vật (thuộc cấu trúc âm vật), lỗ niệu đạo (thuộc cấu trúc niệu đạo), cửa âm đạo và màng trinh (thuộc cấu trúc âm đạo), tuyến tiền đình lớn, tuyến tiền liệt nữ. Các bộ phận khác bao gồm khe háng, tuyến bã nhờn, tiền đình âm hộ, tam giác niệu sinh dục (phần trước của tầng sinh môn), lông mu.

### Mu
Mu là mô mỡ mềm ở phía trước âm hộ, trong vùng trước háng bao phủ xương mu. Mu trong tiếng Latinh có nghĩa là "gò mu" và có ở cả hai giới tính với vai trò là phần đệm trong khi quan hệ tình dục, mu biểu hiện rõ ràng hơn ở nữ. Trong ngôn ngữ phương Tây, thuật ngữ biến thể mons veneris ('gò Vệ Nữ') được sử dụng đặc biệt dành cho phụ nữ. Phần dưới của mu bị chia cắt bởi một khe nứt – khe háng – nằm giữa môi âm hộ. Sau tuổi dậy thì, mũ trùm âm vật và môi bé có biến đổi nhất định khi nhô ra hoặc thụt vào khe háng ở các mức độ khác nhau. Mu và môi âm hộ được bao phủ bởi lông mu khi đến tuổi dậy thì.

### Môi âm hộ
Môi lớn và môi bé bao phủ tiền đình âm hộ. Cặp nếp gấp bên ngoài được phân tách bởi khe háng được gọi là môi lớn. Chúng bao quanh và bảo vệ các cấu trúc khác ở phía trong. Môi âm hộ gặp nhau ở phía trước tại phần mu, và gặp nhau ở phía sau tại tam giác niệu sinh dục (phần trước của tầng sinh môn) giữa khe háng và hậu môn. Môi lớn thường có màu hồng hoặc nâu đen tùy thuộc vào màu da của từng người phụ nữ.
Các rãnh giữa môi lớn và môi bé được gọi là rãnh âm hộ, hoặc rãnh giữa các nếp gấp âm hộ. Môi bé là hai nếp gấp mềm nằm ở phía trong, sẫm màu hơn môi lớn và chứa nhiều tuyến bã nhờn. Phần giao nhau phía trên của hai môi bé tạo thành hãm âm vật (nằm dưới quy đầu âm vật) và  phần giao nhau phía dưới tạo thành hãm môi âm hộ (nằm dưới cửa âm đạo). Phần mở rộng của môi bé bao phủ một phần hoặc toàn bộ quy đầu âm vật được gọi là mũ trùm âm vật và nó thuộc cấu trúc âm vật.

### Quy đầu âm vật
Quy đầu âm vật là phần có thể nhìn thấy được của âm vật. Thông thường, nó nổi cộm với hình dạng và kích thước gần bằng hạt đậu Hà Lan, và có thể thay đổi kích thước từ khoảng 6 mm đến 25 mm. Kích thước cũng có thể thay đổi khi nó cương cứng. Quy đầu âm vật chứa nhiều đầu dây thần kinh tương đồng như ở quy đầu dương vật của nam giới, khiến nó có độ nhạy cảm cao. Chức năng duy nhất được biết đến của âm vật là tạo khoái cảm tình dục. Mũ trùm âm vật là một nếp da bảo vệ có nhiều hình dạng và kích thước khác nhau và nó có thể che một phần hoặc toàn bộ quy đầu âm vật. Quy đầu âm vật có thể bị che đi một phần hoặc hoàn toàn phần trong khe háng của nữ giới.

### Tiền đình
Khu vực giữa hai môi bé, phía dưới hãm âm vật và phía trên hãm môi âm hộ, nơi có cửa âm đạo và lỗ niệu đạo, được gọi là tiền đình âm hộ, hoặc tiền đình của âm đạo. Lỗ niệu đạo nằm phía dưới âm vật và ngay trên cửa âm đạo. Đối với cửa âm đạo, thuật ngữ "cửa vào - introitus" đúng về mặt kỹ thuật hơn là "lỗ mở - opening", vì thành trước và sau của âm đạo thường áp vào nhau, nên khép kín hơn so với cửa âm đạo. Cửa âm đạo đôi khi được bao phủ một phần bởi một lớp màng gọi là màng trinh. Màng trinh thường sẽ bị rách trong lần quan hệ tình dục đầu tiên và máu tiết ra từ vết rách này được xem là dấu hiệu của trinh tiết. Tuy nhiên, màng trinh cũng có thể bị rách một cách tự nhiên khi vận động, bị kéo căng ra do các hoạt động bình thường như sử dụng băng vệ sinh và cốc nguyệt san, hoặc màng mỏng đến mức không thể nhận thấy, và cả trường hợp không có màng trinh. Trong một số trường hợp hiếm hoi, màng trinh có thể che phủ hoàn toàn cửa âm đạo nên cần phải thực hiện thủ thuật phẫu thuật gọi là mở màng trinh. Nằm ở hai bên cửa âm đạo là hai tuyến tiền đình lớn hơn được gọi là tuyến Bartholin. Các tuyến này tiết ra chất nhờn bôi trơn cửa âm đạo. Chúng tương đồng với các tuyến Bulbourethral ở nam giới. Các tuyến tiền đình nhỏ hơn được gọi là tuyến Skene hay còn gọi là tuyến tiền liệt nữ (tương đồng với tuyến tiền liệt của nam giới), được tìm thấy phía trên thành trước của âm đạo.

### Cơ

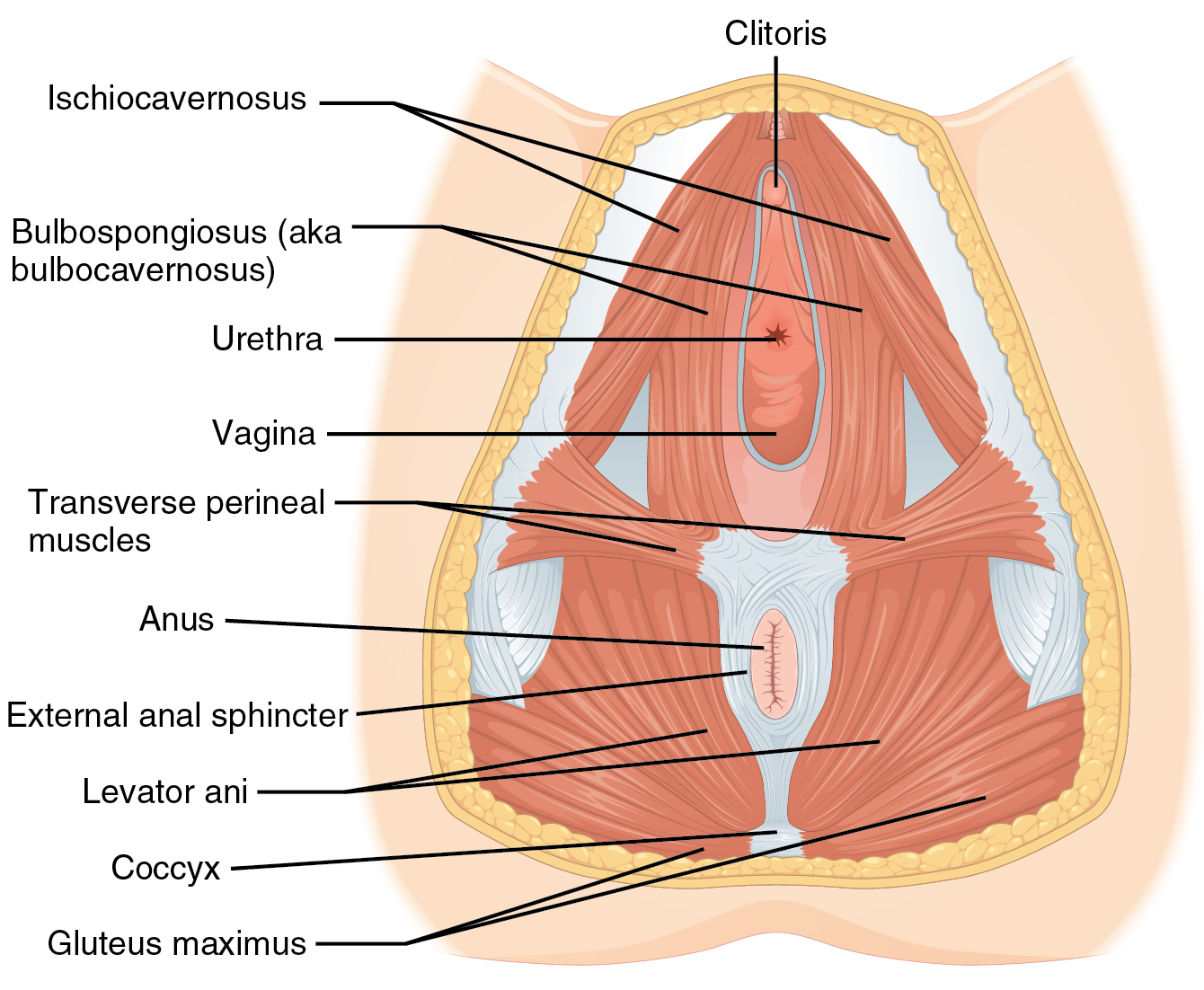
Cơ bên dưới âm hộ và tầng sinh môn.

Cơ hoành vùng chậu giúp nâng đỡ các cấu trúc âm hộ. Với khả năng tự điều chỉnh, một phần của cơ mông là cơ pubococcygeus co thắt một phần cửa âm đạo. Các cơ khác của tam giác niệu sinh dục hỗ trợ vùng âm hộ, chúng bao gồm các cơ ngang đáy chậu, các cơ ngoài đáy chậu và các cơ cương cứng sinh dục. Cơ ngoài đáy chậu làm thu hẹp cửa âm đạo. Các cơn co thắt của chúng đóng một vai trò trong các cơn co thắt âm đạo khi đạt cực khoái bằng cách khiến các củ tiền đình co lại.

### Máu, bạch huyết và dây thần kinh hỗ trợ
Các mô của âm hộ có nhiều mạch máu và nguồn máu được cung cấp bởi ba động mạch bụng. Sự lưu thông của tĩnh mạch là thông qua các tĩnh mạch bên ngoài và tĩnh mạch bên trong. Các cơ quan và các mô của âm hộ được dẫn lưu bởi một chuỗi các hạch bạch huyết ở bẹn nằm dọc theo các mạch máu.
Dây thần kinh chậu bắt nguồn từ dây thần kinh thắt lưng đầu tiên và phân nhánh bao gồm các dây thần kinh môi trước hỗ trợ da của phần mu và môi âm hộ. Dây thần kinh đáy chậu là một trong những nhánh tận cùng của dây thần kinh lưng và các nhánh này đi đến các dây thần kinh môi sau để hỗ trợ cho môi âm hộ. Các dây thần kinh lưng phân thành các nhánh bao gồm dây thần kinh lưng của âm vật mang lại cảm giác cho âm vật. Quy đầu âm vật được xem là nơi tập trung nhiều dây thần kinh nhỏ, số lượng này giảm dần khi các mô thay đổi dần về phía niệu đạo. Mật độ dây thần kinh ở quy đầu cho thấy đó là trung tâm tập trung cảm giác. Các dây thần kinh thể hang từ mạng lưới rối âm đạo hỗ trợ mô cương cứng của âm vật. Chúng được nối với phần bên dưới vòm mu bởi dây thần kinh lưng của âm vật. Dây thần kinh lưng đi vào xương chậu qua các hố thần kinh tọa thấp và tiếp tục kết nối trung gian đến động mạch lưng bên trong. Điểm mà dây thần kinh bao quanh cột sống đẳng hướng, là vị trí có thể dùng thuốc gây mê vùng bụng để ức chế cảm giác đối với âm hộ. Một số dây thần kinh nhỏ hơn tách ra khỏi dây thần kinh lưng. Nhánh sâu của dây thần kinh đáy chậu hỗ trợ các cơ của đáy chậu và một nhánh của dây thần kinh này hỗ trợ cho củ tiền đình.

### Các biến thể

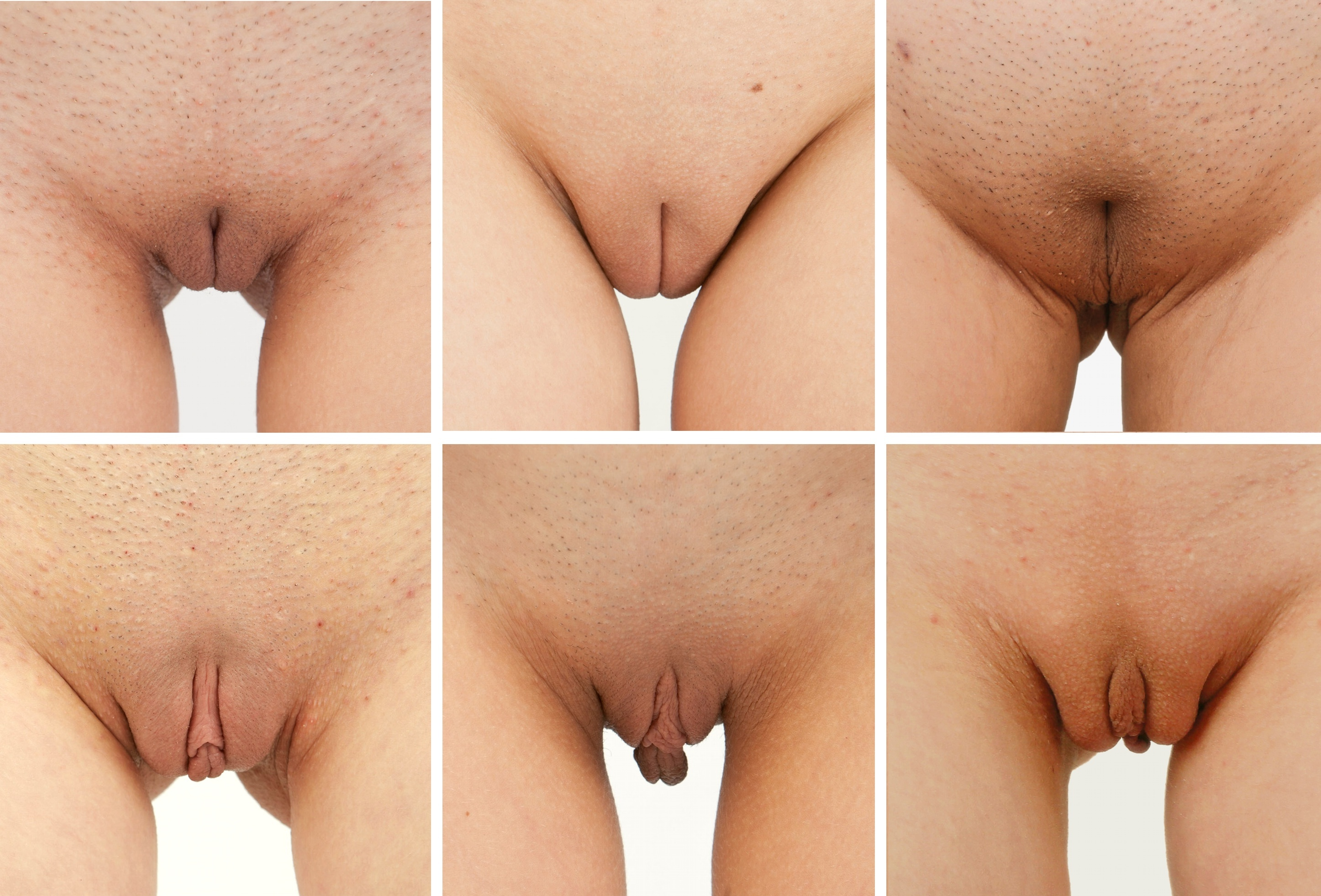
Chiều dài của môi âm hộ thay đổi đáng kể giữa các phụ nữ với nhau: trong khi ở một số phụ nữ (hàng trên), môi lớn bao bọc hoàn toàn môi bé, thì ở một số phụ nữ khác, môi bé nhô ra và có thể nhìn thấy rõ ràng ở tư thế đứng thẳng (hàng dưới). Nói một cách thông tục, những biến thể này của môi âm hộ còn được gọi là "môi trong" và "môi ngoài".

Bộ phận sinh dục nữ xuất hiện rất nhiều biến đổi. Phần lớn sự biến đổi này nằm ở khác biệt đáng kể về kích thước, hình dạng và màu sắc của môi âm hộ. Mặc dù được gọi là môi nhỏ nhưng chúng thường có kích thước đáng kể, có thể nhô ra bên ngoài âm đạo hoặc môi lớn. Sự biến đổi này cũng đã được minh chứng trong một cuộc trưng bày lớn gồm 400 phôi âm hộ được gọi là Vạn lý trường thành âm đạo (Great Wall of Vagina) do Jamie McCartney tạo ra để lấp đầy sự thiếu thông tin về hình dạng của một âm hộ bình thường. Các phôi được lấy từ một nhóm đông và đa dạng phụ nữ cho thấy nhiều sự khác biệt rất rõ ràng. Lông mu cũng khác nhau về màu sắc, kết cấu và độ xoăn.